# Marcasita
La marcasita es un mineral del grupo de los sulfuros. Su nombre proviene del árabe marcaxita y del persa marcaxixa que es la forma de denominar a la pirita, del que es dimorfo, y con el que comúnmente se confunde. Contiene aproximadamente 46,6% de hierro y 53,4% de azufre; por tanto, su fórmula es FeS2.

## Historia
La marcasita se conoce desde el Paleolítico superior, puede que también en el Mesolítico y el Neolítico, donde servía, como la pirita, para producir fuego por percusión. De hecho, la baja energía de activación debida al impacto de una piedra dura sobre la marcasita es suficiente para desencadenar la reacción exotérmica de oxidación (combustión) de las partículas de azufre y hierro arrancadas. Estas partículas incandescentes (chispa caliente) son inmediatamente recibidas sobre una materia vegetal muy fina y bien aireada, de tipo yesca, para formar una brasa.

## Aspecto
Muy semejante a la pirita, se presenta en cristales tabulares paralelos al plano basal con prismas cortos. 

## Yacimiento
Se presenta en yacimientos de desplazamiento hidrotermales de baja temperatura. Es muy común encontrarla en rocas sedimentarias como la marga, arcilla o caliza.

## Usos
Se suele utilizar en la fabricación de ácido sulfúrico y en joyería por su bajo costo, su asociación con lo antiguo etc. La llamada marcasita utilizada en joyería era en realidad pirita, ya que la marcasita es demasiado inestable